# Gordon Anderson
Gordon Anderson es un deportista canadiense que compitió en vela en la clase Finn. Ganó una medalla de bronce en el Campeonato Mundial de Finn de 1988.

## Palmarés internacional
| \| Campeonato Mundial \| Campeonato Mundial \| Campeonato Mundial \| Campeonato Mundial \| \| Año \| Lugar \| Medalla \| Clase \| \| ------------------ \| ------------------ \| ------------------ \| ------------------ \| \| 1988 \| Ilhabela (Brasil) \| Medalla de bronce \| Finn \| |                   |                   |       |
| Campeonato Mundial |                   |                   |       |
| Año | Lugar             | Medalla           | Clase |
| 1988 | Ilhabela (Brasil) | Medalla de bronce | Finn  |